# Hollister (Missouri)
Pour les articles homonymes, voir Hollister.
Hollister est une ville du comté de Taney, dans le Missouri, aux États-Unis,. Située au centre-ouest du comté, en banlieue sud de Branson, elle est incorporée en 1910.

## Démographie
Lors du recensement de 2010, la ville comptait une population de 4 426 habitants. Elle est estimée, en 2016, à 4 486 habitants.

### Source de la traduction
- (en) Cet article est partiellement ou en totalité issu de l’article de Wikipédia en anglais intitulé « Hollister, Missouri » (voir la liste des auteurs).